# 카르스텐 보르크그레빙크

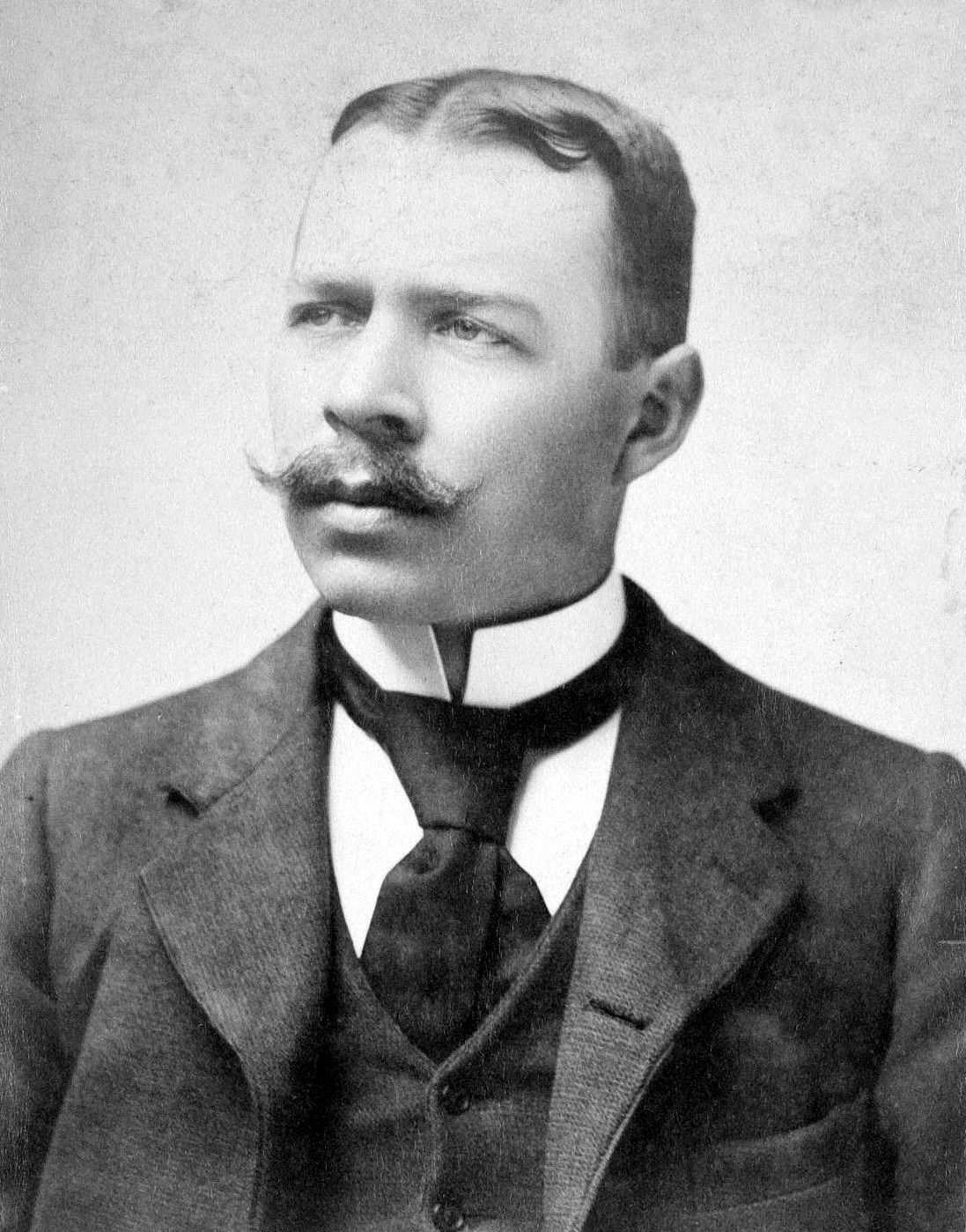
카르스텐 보르크그레빙크

카르스텐 보르크그레빙크(Carsten Borchgrevink, 1864년 12월 1일 ~ 1934년 4월 21일)는 노르웨이의 탐험가이며, 현대 남극 여행의 선구자이기도 했다. 남극 탐험의 영웅 시대에 유명해진 로버트 스콧, 어니스트 섀클턴, 로알 아문센 등의 선도자격인 탐험가였다. 1894년 노르웨이의 포경선 원정에 참가함으로써 탐험가로서의 경력이 시작 당시에 남극권의 식물 표본을 처음 가져왔다.